# Eliseo Branca
Pour les articles homonymes, voir Branca.
Pas d'image ? Cliquez ici

a Compétitions nationales et continentales officielles uniquement.

b Matchs officiels uniquement.
Dernière mise à jour le 14 mars 2024.
Eliseo Nicolás Branca, né le 20 septembre 1957 à Hurlingham (Argentine), est un ancien joueur de rugby à XV argentin, évoluant au poste de deuxième ligne.

## Carrière

### Clubs Successifs
Club Atletico San Isidro

### équipe nationale
Eliseo Branca obtient 39 sélections internationales en équipe d'Argentine. Il fait ses débuts le 25 juin 1977 contre l'équipe de France. Sa dernière apparition comme a lieu le 4 août 1990 contre l'équipe d'Angleterre. 

## Palmarès

### Sélections nationales
- 39 sélections en équipe d'Argentine
- Nombre de sélections par année : 3 en 1976, 2 en 1977, 1 en 1980, 3 en 1981, 3 en 1983, 7 en 1985, 4 en 1986, 7 en 1987, 4 en 1988, 3 en 1989, 2 en 1990

- Participation à la Coupe du monde de rugby 1987 : 2 matchs comme titulaire.